# Flabellum campanulatum
Espèce
Statut CITES
Flabellum campanulatum est une espèce de coraux de la famille des Flabellidae.

## Répartition
Dans sa description originale, l'auteur indique que le spécimen analysé provenait des Philippines.

## Publication originale
- Holdsworth, 1862 : Description of Two New Species of Corals Belonging to the Genus Flabellum. Proceedings of the Zoological Society of London, vol. 1862, pp. 198-199 (texte intégral) (en).